# Bahía Gretton
Bahía Gretton está situada en el sector de las islas Wollaston en la región austral de Chile. 
Administrativamente pertenece a la comuna de Cabo de Hornos en la provincia Antártica Chilena, en la Región de Magallanes y la Antártica Chilena.
Desde hace aproximadamente 6000 años sus costas fueron habitadas por el pueblo yagán o yámana. A comienzos del siglo XXI este pueblo había sido prácticamente extinguido por la acción del hombre blanco.

## Ubicación
Se encuentra entre la punta Dillon de la isla Grévy y el cabo Ross de la isla Wollaston.

## Catacterísticas geográficas
Su clima es marítimo con temperaturas parejas durante todo el año. El viento predominante es del oeste. El mal tiempo es permanente. 
Su boca tiene 10 nmi y es abierta al norte. Su saco es de 4,5 nmi. La bahía es de fácil acceso y proporciona buen fondeadero en la rada Norte y en el surgidero de Otter. Al fondo del saco se abre el seno Alberto, poco reconocido.  
En su ribera se presenta la tundra magallánica y los arbustales magallánicos. Se ven albatros, gaviotas australes, patos a vapor lobos marinos. En el sector pesquero destaca la existencia de la centolla y el centollón.

## Historia
Sus costas fueron recorridas por los yámanas desde hace más de 6000 años hasta mediados del siglo XX. A comienzos del siglo XXI este pueblo había sido prácticamente extinguido por la acción del hombre blanco.
A fines del siglo XVIII, a partir del año 1788 comenzaron a llegar a la zona los balleneros, los loberos y cazadores de focas ingleses y estadounidenses y finalmente los chilotes.
Las siguientes expediciones efectuaron trabajos hidrográficos en el sector de bahía Gretton:
- 1624 - Jacob l'Hermite, almirante y Geen Huygen Schapenham, vicealmirante, estuvieron un mes con once naves holandesas.
- 1769 - Teniente James Cook con el HMB Endeavour desde bahía Buen Suceso. Tránsito de Venus. Expedición inglesa.
- 1789 - Alejandro Malaspina con la Descubierta y la Atrevida. Expedición española.
- 1830 - Robert Fitz Roy en el primer viaje del HMS Beagle. Expedición inglesa. .
- 1833 - Robert Fitz Roy en el segundo viaje del HMS Beagle. Expedición inglesa.
- 1882 - Louis-Ferdinand Martial con La Romanche. Expedición francesa.[5]